# Liste des planètes mineures non numérotées découvertes en mai 2024
Pour un article plus général, voir Liste des planètes mineures non numérotées découvertes en 2024.
Pour un article plus général, voir Liste des planètes mineures.
Cet article dresse la liste des planètes mineures (astéroïdes, centaures, objets transneptuniens et assimilés) non numérotées découvertes en mai 2024 dans l'ordre de leur découverte.
Au 15 janvier 2025, 661 077 des 1 434 993 planètes mineures répertoriées par le Centre des planètes mineures ne sont pas encore numérotées, soit 46,07 %.

## Rappel concernant la désignation provisoire
La désignation provisoire indique l'ordre de découverte de ces objets. En effet, cette désignation est composée de l'année de découverte (par exemple 2024) suivie de la quinzaine (demi-mois) de découverte (p.e. A = 1-15 janvier) puis de l'ordre de découverte dans cette quinzaine. Cet ordre est indiqué par une lettre et éventuellement un chiffre comme suit : A pour la première découverte, B pour la deuxième, ..., Z pour la 25e (le I n'est pas utilisé pour éviter la confusion avec 1), A1 pour la 26e, B1 pour la 27e, etc. , Z1 pour la 50e, A2 pour la 51e, B2 pour la 52e, etc. L'ordre de la numérotation ne suit donc pas l'ordre alphanumérique. 2024 AA1 suit ainsi 2024 AZ et précède 2024 AB1.

## Liste

### Du1erau 15 mai 2024
- 2024 JA
- 2024 JB
- 2024 JC
- 2024 JD
- 2024 JE
- 2024 JF
- 2024 JG
- 2024 JH
- 2024 JJ
- 2024 JK
- 2024 JL
- 2024 JM
- 2024 JN
- 2024 JO
- 2024 JP
- 2024 JQ
- 2024 JR
- 2024 JS
- 2024 JT
- 2024 JU
- 2024 JV
- 2024 JW
- 2024 JX
- 2024 JY
- 2024 JZ
- 2024 JA1
- 2024 JB1
- 2024 JC1
- 2024 JD1
- 2024 JE1
- 2024 JF1
- 2024 JG1
- 2024 JH1
- 2024 JJ1
- 2024 JK1
- 2024 JL1
- 2024 JM1
- 2024 JN1
- 2024 JO1
- 2024 JP1
- 2024 JQ1
- 2024 JR1
- 2024 JS1
- 2024 JT1
- 2024 JV1
- 2024 JW1
- 2024 JX1
- 2024 JY1
- 2024 JZ1
- 2024 JA2
- 2024 JB2
- 2024 JC2
- 2024 JD2
- 2024 JE2
- 2024 JF2
- 2024 JG2
- 2024 JH2
- 2024 JJ2
- 2024 JK2
- 2024 JL2
- 2024 JM2
- 2024 JN2
- 2024 JO2
- 2024 JP2
- 2024 JQ2
- 2024 JR2
- 2024 JS2
- 2024 JT2
- 2024 JU2
- 2024 JV2
- 2024 JW2
- 2024 JX2
- 2024 JY2
- 2024 JZ2
- 2024 JA3
- 2024 JB3
- 2024 JC3
- 2024 JD3
- 2024 JE3
- 2024 JF3
- 2024 JG3
- 2024 JH3
- 2024 JK3
- 2024 JL3
- 2024 JM3
- 2024 JN3
- 2024 JO3
- 2024 JP3
- 2024 JQ3
- 2024 JR3
- 2024 JS3
- 2024 JT3
- 2024 JU3
- 2024 JV3
- 2024 JW3
- 2024 JX3
- 2024 JA4
- 2024 JB4
- 2024 JD4
- 2024 JE4
- 2024 JF4
- 2024 JG4
- 2024 JH4
- 2024 JJ4
- 2024 JL4
- 2024 JM4
- 2024 JN4
- 2024 JO4
- 2024 JP4
- 2024 JQ4
- 2024 JR4
- 2024 JS4
- 2024 JT4
- 2024 JU4
- 2024 JV4
- 2024 JW4
- 2024 JX4
- 2024 JY4
- 2024 JZ4
- 2024 JA5
- 2024 JB5
- 2024 JC5
- 2024 JD5
- 2024 JE5
- 2024 JF5
- 2024 JG5
- 2024 JH5
- 2024 JK5
- 2024 JM5
- 2024 JN5
- 2024 JO5
- 2024 JP5
- 2024 JQ5
- 2024 JR5
- 2024 JS5
- 2024 JT5
- 2024 JU5
- 2024 JV5
- 2024 JW5
- 2024 JX5
- 2024 JY5
- 2024 JZ5
- 2024 JA6
- 2024 JB6
- 2024 JC6
- 2024 JD6
- 2024 JE6
- 2024 JF6
- 2024 JG6
- 2024 JH6
- 2024 JJ6
- 2024 JL6
- 2024 JM6
- 2024 JN6
- 2024 JO6
- 2024 JP6
- 2024 JQ6
- 2024 JR6
- 2024 JS6
- 2024 JT6
- 2024 JU6
- 2024 JV6
- 2024 JW6
- 2024 JX6
- 2024 JY6
- 2024 JZ6
- 2024 JA7
- 2024 JB7
- 2024 JC7
- 2024 JD7
- 2024 JE7
- 2024 JF7
- 2024 JG7
- 2024 JH7
- 2024 JJ7
- 2024 JK7
- 2024 JL7
- 2024 JM7
- 2024 JO7
- 2024 JP7
- 2024 JQ7
- 2024 JR7
- 2024 JS7
- 2024 JT7
- 2024 JU7
- 2024 JV7
- 2024 JW7
- 2024 JX7
- 2024 JY7
- 2024 JZ7
- 2024 JA8
- 2024 JB8
- 2024 JD8
- 2024 JE8
- 2024 JF8
- 2024 JG8
- 2024 JH8
- 2024 JJ8
- 2024 JK8
- 2024 JL8
- 2024 JM8
- 2024 JN8
- 2024 JO8
- 2024 JP8
- 2024 JQ8
- 2024 JR8
- 2024 JS8
- 2024 JT8
- 2024 JU8
- 2024 JW8
- 2024 JX8
- 2024 JY8
- 2024 JZ8
- 2024 JA9
- 2024 JB9
- 2024 JC9
- 2024 JD9
- 2024 JE9
- 2024 JF9
- 2024 JG9
- 2024 JH9
- 2024 JL9
- 2024 JM9
- 2024 JN9
- 2024 JO9
- 2024 JP9
- 2024 JQ9
- 2024 JR9
- 2024 JS9
- 2024 JT9
- 2024 JU9
- 2024 JV9
- 2024 JX9
- 2024 JY9
- 2024 JZ9
- 2024 JA10
- 2024 JB10
- 2024 JC10
- 2024 JD10
- 2024 JE10
- 2024 JF10
- 2024 JG10
- 2024 JH10
- 2024 JJ10
- 2024 JK10
- 2024 JL10
- 2024 JM10
- 2024 JN10
- 2024 JO10
- 2024 JP10
- 2024 JQ10
- 2024 JR10
- 2024 JS10
- 2024 JT10
- 2024 JU10
- 2024 JV10
- 2024 JW10
- 2024 JX10
- 2024 JY10
- 2024 JZ10
- 2024 JA11
- 2024 JC11
- 2024 JD11
- 2024 JE11
- 2024 JF11
- 2024 JG11
- 2024 JH11
- 2024 JJ11
- 2024 JL11
- 2024 JM11
- 2024 JO11
- 2024 JP11
- 2024 JQ11
- 2024 JR11
- 2024 JS11
- 2024 JT11
- 2024 JU11
- 2024 JV11
- 2024 JW11
- 2024 JX11
- 2024 JY11
- 2024 JZ11
- 2024 JA12
- 2024 JB12
- 2024 JC12
- 2024 JD12
- 2024 JE12
- 2024 JF12
- 2024 JG12
- 2024 JH12
- 2024 JJ12
- 2024 JK12
- 2024 JL12
- 2024 JM12
- 2024 JN12
- 2024 JO12
- 2024 JP12
- 2024 JQ12
- 2024 JR12
- 2024 JS12
- 2024 JT12
- 2024 JU12
- 2024 JV12
- 2024 JW12
- 2024 JX12
- 2024 JY12
- 2024 JZ12
- 2024 JA13
- 2024 JB13
- 2024 JC13
- 2024 JD13
- 2024 JE13
- 2024 JF13
- 2024 JG13
- 2024 JH13
- 2024 JJ13
- 2024 JK13
- 2024 JL13
- 2024 JM13
- 2024 JN13
- 2024 JO13
- 2024 JP13
- 2024 JQ13
- 2024 JR13
- 2024 JS13
- 2024 JU13
- 2024 JV13
- 2024 JW13
- 2024 JX13
- 2024 JY13
- 2024 JZ13
- 2024 JA14
- 2024 JB14
- 2024 JC14
- 2024 JD14
- 2024 JE14
- 2024 JF14
- 2024 JG14
- 2024 JJ14
- 2024 JK14
- 2024 JL14
- 2024 JM14
- 2024 JN14
- 2024 JO14
- 2024 JP14
- 2024 JQ14
- 2024 JR14
- 2024 JT14
- 2024 JU14
- 2024 JV14
- 2024 JW14
- 2024 JX14
- 2024 JY14
- 2024 JZ14
- 2024 JA15
- 2024 JB15
- 2024 JC15
- 2024 JD15
- 2024 JE15
- 2024 JF15
- 2024 JG15
- 2024 JH15
- 2024 JJ15
- 2024 JK15
- 2024 JL15
- 2024 JM15
- 2024 JN15
- 2024 JO15
- 2024 JP15
- 2024 JQ15
- 2024 JR15
- 2024 JS15
- 2024 JT15
- 2024 JU15
- 2024 JV15
- 2024 JW15
- 2024 JX15
- 2024 JY15
- 2024 JZ15
- 2024 JA16
- 2024 JB16
- 2024 JC16
- 2024 JD16
- 2024 JE16
- 2024 JF16
- 2024 JG16
- 2024 JH16
- 2024 JJ16
- 2024 JK16
- 2024 JL16
- 2024 JM16
- 2024 JN16
- 2024 JO16
- 2024 JP16
- 2024 JQ16
- 2024 JR16
- 2024 JS16
- 2024 JT16
- 2024 JU16
- 2024 JV16
- 2024 JW16
- 2024 JX16
- 2024 JY16
- 2024 JZ16
- 2024 JA17
- 2024 JB17
- 2024 JD17
- 2024 JE17
- 2024 JF17
- 2024 JG17
- 2024 JH17
- 2024 JJ17
- 2024 JK17
- 2024 JL17
- 2024 JM17
- 2024 JN17
- 2024 JO17
- 2024 JP17
- 2024 JQ17
- 2024 JR17
- 2024 JS17
- 2024 JT17
- 2024 JU17
- 2024 JV17
- 2024 JW17
- 2024 JX17
- 2024 JY17
- 2024 JZ17
- 2024 JA18
- 2024 JB18
- 2024 JC18
- 2024 JD18
- 2024 JE18
- 2024 JF18
- 2024 JG18
- 2024 JH18
- 2024 JJ18
- 2024 JK18
- 2024 JL18
- 2024 JM18
- 2024 JO18
- 2024 JP18
- 2024 JQ18
- 2024 JR18
- 2024 JT18
- 2024 JU18
- 2024 JV18
- 2024 JX18
- 2024 JA19
- 2024 JB19
- 2024 JC19
- 2024 JD19
- 2024 JF19
- 2024 JG19
- 2024 JH19
- 2024 JJ19
- 2024 JK19
- 2024 JL19
- 2024 JM19
- 2024 JN19
- 2024 JO19
- 2024 JP19
- 2024 JQ19
- 2024 JR19
- 2024 JS19
- 2024 JT19
- 2024 JU19
- 2024 JV19
- 2024 JW19
- 2024 JY19
- 2024 JZ19
- 2024 JA20
- 2024 JB20
- 2024 JC20
- 2024 JE20
- 2024 JF20
- 2024 JG20
- 2024 JH20
- 2024 JJ20
- 2024 JK20
- 2024 JL20
- 2024 JM20
- 2024 JN20
- 2024 JO20
- 2024 JP20
- 2024 JQ20
- 2024 JR20
- 2024 JS20
- 2024 JT20
- 2024 JU20
- 2024 JV20
- 2024 JW20
- 2024 JX20
- 2024 JY20
- 2024 JZ20
- 2024 JA21
- 2024 JE21
- 2024 JF21
- 2024 JG21
- 2024 JH21
- 2024 JJ21
- 2024 JK21
- 2024 JL21
- 2024 JM21
- 2024 JN21
- 2024 JP21
- 2024 JQ21
- 2024 JR21
- 2024 JS21
- 2024 JT21
- 2024 JU21
- 2024 JV21
- 2024 JW21
- 2024 JX21
- 2024 JY21
- 2024 JZ21
- 2024 JB22
- 2024 JC22
- 2024 JD22
- 2024 JE22
- 2024 JF22
- 2024 JG22
- 2024 JH22
- 2024 JJ22
- 2024 JK22
- 2024 JL22
- 2024 JM22
- 2024 JN22
- 2024 JO22
- 2024 JP22
- 2024 JQ22
- 2024 JR22
- 2024 JS22
- 2024 JT22
- 2024 JU22
- 2024 JV22
- 2024 JW22
- 2024 JX22
- 2024 JY22
- 2024 JZ22
- 2024 JA23
- 2024 JB23
- 2024 JC23
- 2024 JD23
- 2024 JE23
- 2024 JF23
- 2024 JH23
- 2024 JJ23
- 2024 JK23
- 2024 JL23
- 2024 JM23
- 2024 JN23
- 2024 JO23
- 2024 JP23
- 2024 JQ23
- 2024 JR23
- 2024 JS23
- 2024 JU23
- 2024 JV23
- 2024 JW23
- 2024 JX23
- 2024 JY23
- 2024 JZ23
- 2024 JA24
- 2024 JC24
- 2024 JD24
- 2024 JE24
- 2024 JF24
- 2024 JG24
- 2024 JH24
- 2024 JJ24
- 2024 JK24
- 2024 JL24
- 2024 JM24
- 2024 JN24
- 2024 JO24
- 2024 JP24
- 2024 JQ24
- 2024 JR24
- 2024 JS24
- 2024 JU24
- 2024 JV24
- 2024 JW24
- 2024 JX24
- 2024 JY24
- 2024 JZ24
- 2024 JA25
- 2024 JB25
- 2024 JC25
- 2024 JD25
- 2024 JE25
- 2024 JF25
- 2024 JG25
- 2024 JH25
- 2024 JJ25
- 2024 JK25
- 2024 JM25
- 2024 JN25
- 2024 JO25
- 2024 JP25
- 2024 JQ25
- 2024 JR25
- 2024 JS25
- 2024 JT25
- 2024 JU25
- 2024 JV25
- 2024 JW25
- 2024 JY25
- 2024 JZ25
- 2024 JA26
- 2024 JC26
- 2024 JE26
- 2024 JF26
- 2024 JG26
- 2024 JH26
- 2024 JK26
- 2024 JL26
- 2024 JM26
- 2024 JN26
- 2024 JO26
- 2024 JP26
- 2024 JQ26
- 2024 JR26
- 2024 JS26
- 2024 JT26
- 2024 JU26
- 2024 JV26
- 2024 JW26
- 2024 JX26
- 2024 JZ26
- 2024 JA27
- 2024 JB27
- 2024 JC27
- 2024 JD27
- 2024 JE27
- 2024 JF27
- 2024 JG27
- 2024 JH27
- 2024 JJ27
- 2024 JK27
- 2024 JL27
- 2024 JM27
- 2024 JN27
- 2024 JO27
- 2024 JP27
- 2024 JQ27
- 2024 JR27
- 2024 JS27
- 2024 JT27
- 2024 JU27
- 2024 JV27
- 2024 JW27
- 2024 JX27
- 2024 JY27
- 2024 JZ27
- 2024 JB28
- 2024 JC28
- 2024 JD28
- 2024 JE28
- 2024 JF28
- 2024 JG28
- 2024 JJ28
- 2024 JK28
- 2024 JL28
- 2024 JM28
- 2024 JN28
- 2024 JO28
- 2024 JP28
- 2024 JQ28
- 2024 JR28
- 2024 JS28
- 2024 JT28
- 2024 JV28
- 2024 JW28
- 2024 JX28
- 2024 JY28
- 2024 JZ28
- 2024 JA29
- 2024 JB29
- 2024 JC29
- 2024 JD29
- 2024 JE29
- 2024 JF29
- 2024 JG29
- 2024 JJ29
- 2024 JK29
- 2024 JL29
- 2024 JM29
- 2024 JN29
- 2024 JO29
- 2024 JP29
- 2024 JQ29
- 2024 JR29
- 2024 JS29
- 2024 JT29
- 2024 JU29
- 2024 JV29
- 2024 JW29
- 2024 JX29
- 2024 JY29
- 2024 JZ29
- 2024 JA30
- 2024 JB30
- 2024 JC30
- 2024 JD30
- 2024 JE30
- 2024 JF30
- 2024 JG30
- 2024 JH30
- 2024 JJ30
- 2024 JK30
- 2024 JL30
- 2024 JM30
- 2024 JN30
- 2024 JO30
- 2024 JP30
- 2024 JQ30
- 2024 JR30
- 2024 JS30
- 2024 JT30
- 2024 JU30
- 2024 JV30
- 2024 JW30
- 2024 JX30
- 2024 JY30
- 2024 JZ30
- 2024 JA31
- 2024 JB31
- 2024 JC31
- 2024 JD31
- 2024 JE31
- 2024 JF31
- 2024 JG31
- 2024 JH31
- 2024 JJ31
- 2024 JK31
- 2024 JL31
- 2024 JN31
- 2024 JO31
- 2024 JP31
- 2024 JQ31
- 2024 JR31
- 2024 JS31
- 2024 JT31
- 2024 JU31
- 2024 JV31
- 2024 JW31
- 2024 JX31
- 2024 JY31
- 2024 JZ31
- 2024 JA32
- 2024 JB32
- 2024 JC32
- 2024 JD32
- 2024 JE32
- 2024 JF32
- 2024 JG32
- 2024 JH32
- 2024 JJ32
- 2024 JK32
- 2024 JL32
- 2024 JM32
- 2024 JN32
- 2024 JO32
- 2024 JP32
- 2024 JQ32
- 2024 JR32
- 2024 JS32
- 2024 JT32
- 2024 JU32
- 2024 JV32
- 2024 JW32
- 2024 JX32
- 2024 JY32
- 2024 JZ32
- 2024 JA33
- 2024 JB33
- 2024 JC33
- 2024 JD33
- 2024 JE33
- 2024 JF33
- 2024 JG33
- 2024 JH33
- 2024 JJ33
- 2024 JL33
- 2024 JM33
- 2024 JN33
- 2024 JO33
- 2024 JP33
- 2024 JQ33
- 2024 JR33
- 2024 JS33
- 2024 JT33
- 2024 JU33
- 2024 JV33
- 2024 JW33
- 2024 JX33
- 2024 JY33
- 2024 JZ33
- 2024 JA34
- 2024 JB34
- 2024 JC34
- 2024 JD34
- 2024 JE34
- 2024 JF34
- 2024 JG34
- 2024 JH34
- 2024 JJ34
- 2024 JK34
- 2024 JL34
- 2024 JM34
- 2024 JN34
- 2024 JO34
- 2024 JP34
- 2024 JQ34
- 2024 JS34
- 2024 JT34
- 2024 JU34
- 2024 JV34
- 2024 JW34
- 2024 JX34
- 2024 JY34
- 2024 JZ34
- 2024 JA35
- 2024 JC35
- 2024 JD35
- 2024 JE35
- 2024 JF35
- 2024 JG35
- 2024 JH35
- 2024 JJ35
- 2024 JK35
- 2024 JL35
- 2024 JM35
- 2024 JN35
- 2024 JO35
- 2024 JQ35
- 2024 JR35
- 2024 JS35
- 2024 JT35
- 2024 JU35
- 2024 JV35
- 2024 JX35
- 2024 JY35
- 2024 JZ35
- 2024 JA36
- 2024 JC36
- 2024 JD36
- 2024 JE36
- 2024 JF36
- 2024 JH36
- 2024 JJ36
- 2024 JK36
- 2024 JL36
- 2024 JM36
- 2024 JN36
- 2024 JP36
- 2024 JQ36
- 2024 JR36
- 2024 JS36
- 2024 JT36
- 2024 JU36
- 2024 JV36
- 2024 JW36
- 2024 JX36
- 2024 JY36
- 2024 JZ36
- 2024 JA37
- 2024 JB37
- 2024 JC37
- 2024 JD37
- 2024 JE37
- 2024 JF37
- 2024 JG37
- 2024 JH37
- 2024 JK37
- 2024 JL37
- 2024 JM37
- 2024 JN37
- 2024 JO37
- 2024 JP37
- 2024 JQ37
- 2024 JR37
- 2024 JS37
- 2024 JT37
- 2024 JU37
- 2024 JV37
- 2024 JW37
- 2024 JX37
- 2024 JY37
- 2024 JZ37
- 2024 JA38
- 2024 JC38
- 2024 JD38
- 2024 JE38
- 2024 JF38
- 2024 JG38
- 2024 JH38
- 2024 JJ38
- 2024 JK38
- 2024 JL38
- 2024 JM38
- 2024 JN38
- 2024 JO38
- 2024 JP38
- 2024 JQ38
- 2024 JR38
- 2024 JS38
- 2024 JT38
- 2024 JU38
- 2024 JW38
- 2024 JX38
- 2024 JY38
- 2024 JZ38
- 2024 JA39
- 2024 JB39
- 2024 JC39
- 2024 JD39
- 2024 JE39
- 2024 JG39
- 2024 JH39
- 2024 JJ39
- 2024 JK39
- 2024 JL39
- 2024 JM39
- 2024 JN39
- 2024 JO39
- 2024 JP39
- 2024 JQ39
- 2024 JR39
- 2024 JS39
- 2024 JT39
- 2024 JU39
- 2024 JV39
- 2024 JW39
- 2024 JX39
- 2024 JY39
- 2024 JZ39
- 2024 JA40
- 2024 JB40
- 2024 JC40
- 2024 JD40
- 2024 JE40
- 2024 JF40
- 2024 JG40
- 2024 JH40
- 2024 JJ40
- 2024 JK40
- 2024 JL40
- 2024 JM40
- 2024 JN40
- 2024 JP40
- 2024 JQ40
- 2024 JR40
- 2024 JS40
- 2024 JT40
- 2024 JU40
- 2024 JV40
- 2024 JW40
- 2024 JX40
- 2024 JY40
- 2024 JZ40
- 2024 JA41
- 2024 JB41
- 2024 JC41
- 2024 JD41
- 2024 JE41
- 2024 JF41
- 2024 JG41
- 2024 JH41
- 2024 JJ41
- 2024 JK41
- 2024 JL41
- 2024 JM41
- 2024 JN41
- 2024 JO41
- 2024 JP41
- 2024 JQ41
- 2024 JR41
- 2024 JS41
- 2024 JT41
- 2024 JU41
- 2024 JV41
- 2024 JW41
- 2024 JX41
- 2024 JY41
- 2024 JZ41
- 2024 JA42
- 2024 JB42
- 2024 JC42
- 2024 JD42
- 2024 JE42
- 2024 JF42
- 2024 JG42
- 2024 JH42
- 2024 JJ42
- 2024 JK42
- 2024 JL42
- 2024 JM42
- 2024 JN42
- 2024 JO42
- 2024 JP42
- 2024 JQ42
- 2024 JR42
- 2024 JS42
- 2024 JT42
- 2024 JU42
- 2024 JV42
- 2024 JW42
- 2024 JX42
- 2024 JZ42
- 2024 JA43
- 2024 JB43
- 2024 JC43
- 2024 JD43
- 2024 JE43
- 2024 JF43
- 2024 JG43
- 2024 JH43
- 2024 JK43
- 2024 JL43
- 2024 JM43
- 2024 JN43
- 2024 JO43
- 2024 JP43
- 2024 JQ43
- 2024 JR43
- 2024 JS43
- 2024 JT43
- 2024 JU43
- 2024 JV43
- 2024 JW43
- 2024 JX43
- 2024 JY43
- 2024 JZ43
- 2024 JA44
- 2024 JB44
- 2024 JD44
- 2024 JE44
- 2024 JF44
- 2024 JG44
- 2024 JH44
- 2024 JJ44
- 2024 JK44
- 2024 JL44
- 2024 JM44
- 2024 JN44
- 2024 JO44
- 2024 JP44
- 2024 JQ44
- 2024 JR44
- 2024 JS44
- 2024 JT44
- 2024 JU44
- 2024 JV44
- 2024 JW44
- 2024 JX44
- 2024 JY44
- 2024 JZ44
- 2024 JA45
- 2024 JB45
- 2024 JD45
- 2024 JE45
- 2024 JF45
- 2024 JG45
- 2024 JH45
- 2024 JJ45
- 2024 JK45
- 2024 JM45
- 2024 JN45
- 2024 JO45
- 2024 JP45
- 2024 JQ45
- 2024 JR45
- 2024 JS45
- 2024 JT45
- 2024 JU45
- 2024 JV45
- 2024 JW45
- 2024 JX45
- 2024 JZ45
- 2024 JA46
- 2024 JB46
- 2024 JC46
- 2024 JD46
- 2024 JE46
- 2024 JF46
- 2024 JG46
- 2024 JH46
- 2024 JJ46
- 2024 JK46
- 2024 JL46
- 2024 JM46
- 2024 JN46
- 2024 JO46
- 2024 JP46
- 2024 JQ46
- 2024 JR46
- 2024 JS46
- 2024 JT46
- 2024 JU46
- 2024 JV46
- 2024 JW46
- 2024 JX46
- 2024 JY46
- 2024 JZ46
- 2024 JA47
- 2024 JB47
- 2024 JC47
- 2024 JE47
- 2024 JF47
- 2024 JG47
- 2024 JH47
- 2024 JJ47
- 2024 JK47
- 2024 JL47
- 2024 JM47
- 2024 JN47
- 2024 JO47
- 2024 JP47
- 2024 JQ47
- 2024 JR47
- 2024 JS47
- 2024 JT47
- 2024 JU47
- 2024 JV47
- 2024 JW47
- 2024 JX47
- 2024 JY47
- 2024 JZ47
- 2024 JA48
- 2024 JB48
- 2024 JC48
- 2024 JD48
- 2024 JE48
- 2024 JF48
- 2024 JG48
- 2024 JH48
- 2024 JJ48
- 2024 JK48
- 2024 JL48
- 2024 JM48
- 2024 JN48
- 2024 JO48
- 2024 JP48
- 2024 JQ48
- 2024 JR48
- 2024 JS48
- 2024 JU48
- 2024 JV48
- 2024 JW48
- 2024 JX48
- 2024 JY48
- 2024 JZ48
- 2024 JA49
- 2024 JB49
- 2024 JC49
- 2024 JD49
- 2024 JF49
- 2024 JG49
- 2024 JH49
- 2024 JJ49
- 2024 JK49
- 2024 JL49
- 2024 JM49
- 2024 JN49
- 2024 JO49
- 2024 JP49
- 2024 JQ49
- 2024 JR49
- 2024 JS49
- 2024 JT49
- 2024 JU49
- 2024 JV49
- 2024 JW49
- 2024 JX49
- 2024 JY49
- 2024 JZ49
- 2024 JA50
- 2024 JB50
- 2024 JC50
- 2024 JD50
- 2024 JE50
- 2024 JF50
- 2024 JG50
- 2024 JH50
- 2024 JJ50
- 2024 JK50
- 2024 JL50
- 2024 JM50
- 2024 JN50
- 2024 JO50
- 2024 JP50
- 2024 JQ50
- 2024 JR50
- 2024 JS50
- 2024 JT50
- 2024 JU50
- 2024 JV50
- 2024 JW50
- 2024 JX50
- 2024 JY50
- 2024 JA51
- 2024 JB51
- 2024 JC51
- 2024 JD51
- 2024 JE51
- 2024 JF51
- 2024 JG51
- 2024 JH51
- 2024 JJ51
- 2024 JK51
- 2024 JL51
- 2024 JM51
- 2024 JN51
- 2024 JO51
- 2024 JP51
- 2024 JQ51
- 2024 JR51
- 2024 JS51
- 2024 JT51
- 2024 JU51
- 2024 JW51
- 2024 JX51
- 2024 JY51
- 2024 JZ51
- 2024 JA52
- 2024 JB52
- 2024 JC52
- 2024 JD52
- 2024 JE52
- 2024 JF52
- 2024 JG52
- 2024 JH52
- 2024 JJ52
- 2024 JK52
- 2024 JL52
- 2024 JM52
- 2024 JN52
- 2024 JO52
- 2024 JP52
- 2024 JQ52
- 2024 JR52
- 2024 JS52
- 2024 JT52
- 2024 JU52
- 2024 JV52
- 2024 JW52
- 2024 JX52
- 2024 JY52
- 2024 JZ52
- 2024 JA53
- 2024 JB53
- 2024 JC53
- 2024 JD53
- 2024 JE53
- 2024 JF53
- 2024 JG53
- 2024 JH53
- 2024 JJ53
- 2024 JK53
- 2024 JL53
- 2024 JM53
- 2024 JN53
- 2024 JO53
- 2024 JP53
- 2024 JQ53
- 2024 JR53
- 2024 JS53
- 2024 JT53
- 2024 JU53
- 2024 JV53
- 2024 JW53
- 2024 JX53
- 2024 JY53
- 2024 JZ53
- 2024 JA54
- 2024 JB54
- 2024 JC54
- 2024 JD54
- 2024 JE54
- 2024 JF54
- 2024 JG54
- 2024 JH54
- 2024 JJ54
- 2024 JK54
- 2024 JL54
- 2024 JM54
- 2024 JN54
- 2024 JO54
- 2024 JP54
- 2024 JQ54
- 2024 JR54
- 2024 JS54
- 2024 JT54
- 2024 JU54
- 2024 JV54
- 2024 JW54
- 2024 JX54
- 2024 JY54
- 2024 JZ54
- 2024 JA55
- 2024 JB55
- 2024 JC55
- 2024 JD55
- 2024 JE55
- 2024 JF55
- 2024 JG55
- 2024 JH55
- 2024 JJ55
- 2024 JK55
- 2024 JL55
- 2024 JM55
- 2024 JN55
- 2024 JO55
- 2024 JP55
- 2024 JQ55
- 2024 JR55
- 2024 JT55
- 2024 JU55
- 2024 JV55
- 2024 JW55
- 2024 JX55
- 2024 JY55
- 2024 JZ55
- 2024 JA56
- 2024 JC56
- 2024 JD56
- 2024 JE56
- 2024 JF56
- 2024 JG56
- 2024 JH56
- 2024 JJ56
- 2024 JK56
- 2024 JL56
- 2024 JM56
- 2024 JN56
- 2024 JO56
- 2024 JP56
- 2024 JQ56
- 2024 JR56
- 2024 JS56
- 2024 JT56
- 2024 JU56
- 2024 JV56
- 2024 JW56
- 2024 JX56
- 2024 JY56
- 2024 JZ56
- 2024 JA57
- 2024 JB57
- 2024 JD57
- 2024 JE57
- 2024 JF57
- 2024 JG57
- 2024 JH57
- 2024 JJ57
- 2024 JK57
- 2024 JL57
- 2024 JM57
- 2024 JN57
- 2024 JO57
- 2024 JP57
- 2024 JQ57
- 2024 JR57
- 2024 JS57
- 2024 JT57
- 2024 JU57
- 2024 JV57
- 2024 JW57
- 2024 JX57
- 2024 JY57
- 2024 JZ57
- 2024 JA58
- 2024 JB58
- 2024 JC58
- 2024 JD58
- 2024 JE58
- 2024 JF58
- 2024 JG58
- 2024 JH58
- 2024 JJ58
- 2024 JL58
- 2024 JM58
- 2024 JN58
- 2024 JO58
- 2024 JP58
- 2024 JQ58
- 2024 JR58
- 2024 JS58
- 2024 JT58
- 2024 JU58
- 2024 JV58
- 2024 JW58
- 2024 JX58
- 2024 JY58
- 2024 JZ58
- 2024 JA59
- 2024 JB59
- 2024 JC59
- 2024 JD59
- 2024 JE59
- 2024 JF59
- 2024 JG59
- 2024 JH59
- 2024 JJ59
- 2024 JK59
- 2024 JL59
- 2024 JM59
- 2024 JN59
- 2024 JO59
- 2024 JP59
- 2024 JQ59
- 2024 JR59
- 2024 JS59
- 2024 JT59
- 2024 JU59
- 2024 JV59
- 2024 JW59
- 2024 JX59
- 2024 JY59
- 2024 JZ59
- 2024 JA60
- 2024 JB60
- 2024 JC60
- 2024 JD60
- 2024 JE60
- 2024 JF60
- 2024 JG60
- 2024 JH60
- 2024 JJ60
- 2024 JK60
- 2024 JL60
- 2024 JM60
- 2024 JN60
- 2024 JO60
- 2024 JP60
- 2024 JQ60
- 2024 JR60
- 2024 JS60
- 2024 JT60
- 2024 JU60
- 2024 JV60
- 2024 JW60
- 2024 JX60
- 2024 JY60
- 2024 JZ60
- 2024 JA61
- 2024 JB61
- 2024 JC61
- 2024 JD61
- 2024 JE61
- 2024 JF61
- 2024 JG61
- 2024 JH61
- 2024 JJ61
- 2024 JK61
- 2024 JL61
- 2024 JM61
- 2024 JN61
- 2024 JO61
- 2024 JP61
- 2024 JQ61
- 2024 JR61
- 2024 JS61
- 2024 JT61
- 2024 JU61
- 2024 JV61

### Du 16 au 31 mai 2024
- 2024 KA
- 2024 KB
- 2024 KC
- 2024 KD
- 2024 KE
- 2024 KF
- 2024 KG
- 2024 KH
- 2024 KJ
- 2024 KK
- 2024 KL
- 2024 KM
- 2024 KN
- 2024 KO
- 2024 KP
- 2024 KQ
- 2024 KR
- 2024 KS
- 2024 KT
- 2024 KU
- 2024 KV
- 2024 KW
- 2024 KX
- 2024 KY
- 2024 KZ
- 2024 KA1
- 2024 KB1
- 2024 KC1
- 2024 KD1
- 2024 KE1
- 2024 KF1
- 2024 KG1
- 2024 KH1
- 2024 KJ1
- 2024 KK1
- 2024 KL1
- 2024 KM1
- 2024 KN1
- 2024 KO1
- 2024 KP1
- 2024 KQ1
- 2024 KR1
- 2024 KS1
- 2024 KT1
- 2024 KU1
- 2024 KV1
- 2024 KW1
- 2024 KX1
- 2024 KY1
- 2024 KZ1
- 2024 KA2
- 2024 KB2
- 2024 KC2
- 2024 KD2
- 2024 KE2
- 2024 KF2
- 2024 KG2
- 2024 KH2
- 2024 KJ2
- 2024 KK2
- 2024 KL2
- 2024 KM2
- 2024 KN2
- 2024 KO2
- 2024 KP2
- 2024 KR2
- 2024 KT2
- 2024 KV2
- 2024 KW2
- 2024 KX2
- 2024 KY2
- 2024 KZ2
- 2024 KA3
- 2024 KB3
- 2024 KC3
- 2024 KD3
- 2024 KE3
- 2024 KF3
- 2024 KG3
- 2024 KH3
- 2024 KL3
- 2024 KM3
- 2024 KN3
- 2024 KO3
- 2024 KP3
- 2024 KQ3
- 2024 KR3
- 2024 KS3
- 2024 KT3
- 2024 KU3
- 2024 KV3
- 2024 KW3
- 2024 KY3
- 2024 KZ3
- 2024 KA4
- 2024 KB4
- 2024 KC4
- 2024 KD4
- 2024 KE4
- 2024 KF4
- 2024 KG4
- 2024 KH4
- 2024 KJ4
- 2024 KK4
- 2024 KL4
- 2024 KM4
- 2024 KN4
- 2024 KO4
- 2024 KP4
- 2024 KQ4
- 2024 KR4
- 2024 KS4
- 2024 KT4
- 2024 KU4
- 2024 KV4
- 2024 KW4
- 2024 KX4
- 2024 KY4
- 2024 KZ4
- 2024 KA5
- 2024 KB5
- 2024 KC5
- 2024 KD5
- 2024 KE5
- 2024 KF5
- 2024 KG5
- 2024 KH5
- 2024 KJ5
- 2024 KK5
- 2024 KL5
- 2024 KM5
- 2024 KN5
- 2024 KO5
- 2024 KP5
- 2024 KQ5
- 2024 KR5
- 2024 KS5
- 2024 KT5
- 2024 KU5
- 2024 KV5
- 2024 KW5
- 2024 KX5
- 2024 KY5
- 2024 KZ5
- 2024 KA6
- 2024 KB6
- 2024 KC6
- 2024 KD6
- 2024 KE6
- 2024 KF6
- 2024 KG6
- 2024 KJ6
- 2024 KK6
- 2024 KL6
- 2024 KM6
- 2024 KN6
- 2024 KO6
- 2024 KP6
- 2024 KQ6
- 2024 KR6
- 2024 KS6
- 2024 KT6
- 2024 KU6
- 2024 KV6
- 2024 KW6
- 2024 KX6
- 2024 KY6
- 2024 KA7
- 2024 KC7
- 2024 KD7
- 2024 KF7
- 2024 KG7
- 2024 KH7
- 2024 KJ7
- 2024 KL7
- 2024 KM7
- 2024 KN7
- 2024 KO7
- 2024 KP7
- 2024 KQ7
- 2024 KR7
- 2024 KS7
- 2024 KT7
- 2024 KU7
- 2024 KV7
- 2024 KW7
- 2024 KX7
- 2024 KY7
- 2024 KZ7
- 2024 KA8
- 2024 KB8
- 2024 KC8
- 2024 KD8
- 2024 KE8
- 2024 KF8
- 2024 KG8
- 2024 KH8
- 2024 KJ8
- 2024 KK8
- 2024 KL8
- 2024 KM8
- 2024 KN8
- 2024 KP8
- 2024 KQ8
- 2024 KR8
- 2024 KS8
- 2024 KT8
- 2024 KU8
- 2024 KV8
- 2024 KW8
- 2024 KX8
- 2024 KY8
- 2024 KZ8
- 2024 KA9
- 2024 KB9
- 2024 KC9
- 2024 KD9
- 2024 KE9
- 2024 KF9
- 2024 KG9
- 2024 KH9
- 2024 KJ9
- 2024 KK9
- 2024 KL9
- 2024 KM9
- 2024 KN9
- 2024 KO9
- 2024 KP9
- 2024 KQ9
- 2024 KR9
- 2024 KS9
- 2024 KT9
- 2024 KU9
- 2024 KW9
- 2024 KX9
- 2024 KY9
- 2024 KZ9
- 2024 KA10
- 2024 KB10
- 2024 KC10
- 2024 KD10